# Deutsche Werft

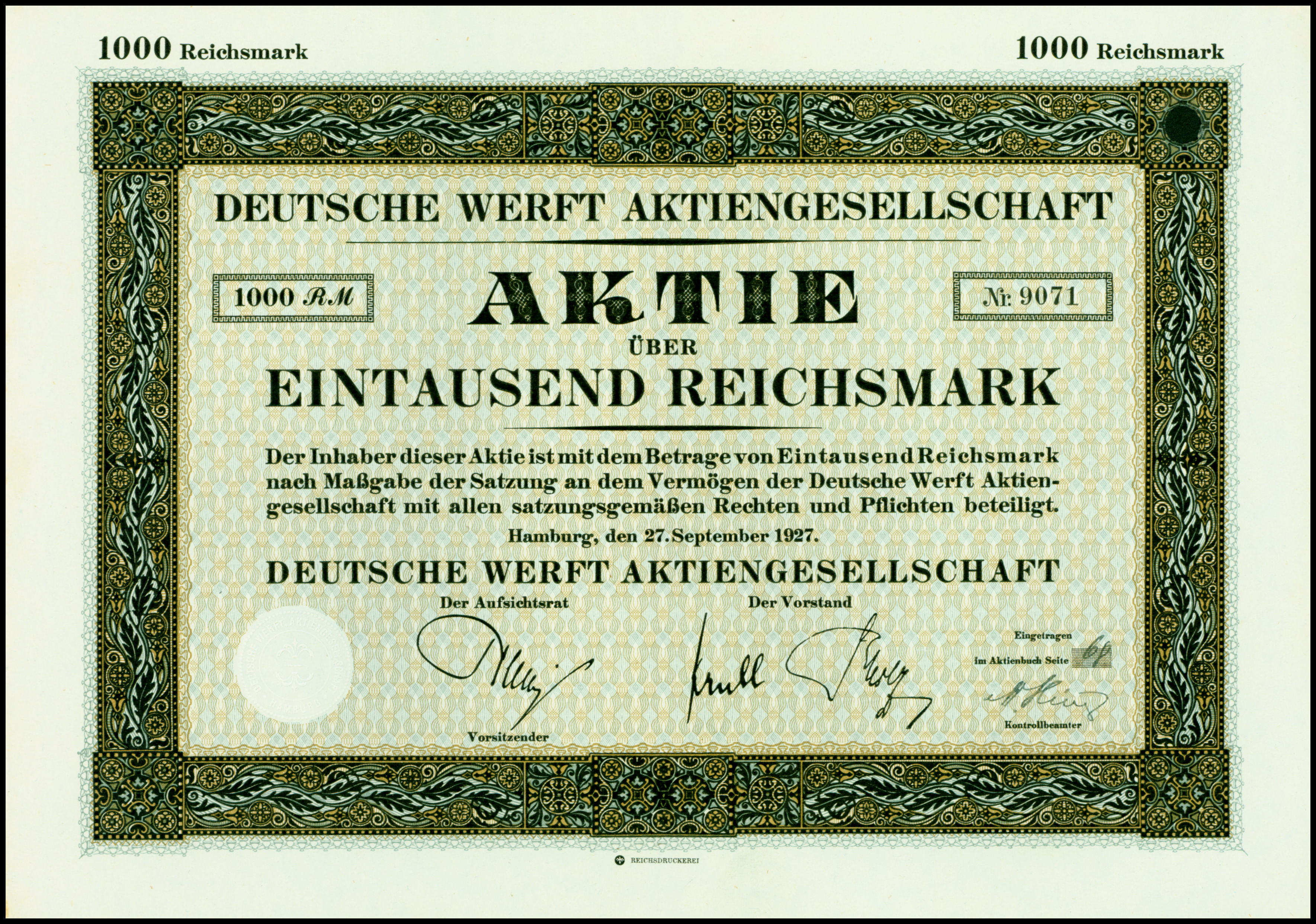
Action du Deutsche Werft AG en date du 27 septembre 1927

Deutsche Werft était une entreprise de construction navale située à Finkenwerder (en), un quartier de Hambourg en Allemagne.
Elle a été fondée en 1918 par Albert Ballin, avec les sociétés Gutehoffnungshütte (GHH), Allgemeine Elektricitäts-Gesellschaft (AEG) et Hambourg Amerikanische Packetfahrt Actien Gesellschaft (HAPAG) comme investisseurs.
En temps de paix, Deutsche Werft a construit des navires de commerce, tels que les cargos à transmission diesel-électrique de la HAPAG: Antilla et Orizaba.
Pendant la Seconde Guerre mondiale, Deutsche Werft a construit 113 U-Boote de Types IX et XXIII pour la Kriegsmarine.
En 1968, Deutsche Werft a été fusionnée et est devenue une partie de Howaldtswerke-Deutsche Werft.

## Sélection de navires construits par Deutsche Werft

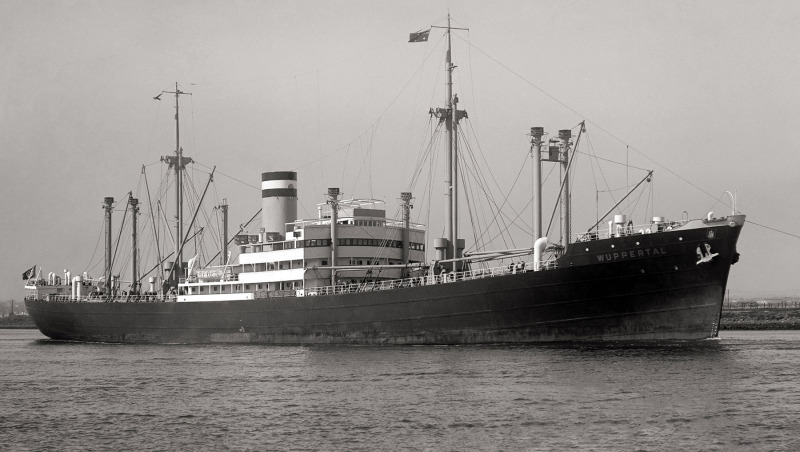
Navire à moteur diesel-électrique Wuppertal, construit par Deutsche Werft pour Hamburg America Line en 1936

- 113 U-boote type IX et XXIII comme suit;

| Type    | Bateaux         | Nbre | N° fabrique | Construction |
| ------- | --------------- | ---- | ----------- | ------------ |
| IX.C    | U-501 à U-506   | 6    | 291 à 296   | 1939 - 1941  |
| IX.C    | U-507 à U-518   | 12   | 303 à 314   | 1939 - 1942  |
| IX.C    | U-519 à U-524   | 6    | 334 à 339   | 1940 - 1942  |
| IX.C/40 | U-525 à U-532   | 8    | 340 à 347   | 1940 - 1942  |
| IX.C/40 | U-533 à U-538   | 6    | 351 à 356   | 1941 à 1943  |
| IX.C/40 | U-539 à U-550   | 12   | 360 à 37    | 1941 à 1943  |
| IX.C/40 | U-1221 à U-1235 | 15   | 384 à 398   | 1941 à 1944  |
| XXIII   | U-2321 à U-2331 | 11   | 475 à 485   | 1943 à 1944  |
| XXIII   | U-2334 à U-2369 | 36   | 488 à 523   | 1943 à 1945  |
| XXIII   | U-2371          | 1    | 525         | 1944 à 1945  |

Le premier sous-marin lancé par les chantiers Deutsche Werke a été le U-501 le 25 janvier 1941, et le dernier sous-marin a été le U-2371 le 18 avril 1945. Il s'agit de sous-marins qui ont été effectivement mis en service dans la Kriegsmarine.

Les U-Boots suivants ont été prévus mais n'ont pas été terminés par les chantiers:

U-1236, U-1237, U-1238, U-1239, U-1240, U-1241, U-1242, U-2370

## Sources
- (en) Cet article est partiellement ou en totalité issu de l’article de Wikipédia en anglais intitulé « Deutsche Werft » (voir la liste des auteurs).